# إسكندر العبيدي
إسكندر العبيدي (بالفرنسية: Skander Laabidi)‏، هو لاعب كرة قدم تونسي من مواليد 13 ماي 1999 بتونس العاصمة، يشغل مركز مدافع ويلعب حالياً في نادي الاتحاد الرياضي ببنقردان التونسي.